# Izba Reprezentantów Florydy
Izba Reprezentantów Florydy (ang. Florida House of Representatives) - organ ustawodawczy, izba niższa Legislatury – dwuizbowego parlamentu stanowego Florydy. Składa się ze 120 członków wybieranych w jednomandatowych okręgach wyborczych, z zastosowaniem ordynacji większościowej. 
Deputowani mogą zasiadać w Izbie przez maksymalnie cztery kadencje z rzędu, jednak po opuszczeniu jednej odzyskują prawo kandydowania na kolejne cztery. Kandydaci do Izby muszą mieć ukończone 21 lat, mieszkać na Florydzie przez co najmniej dwa lata przed wyborami oraz posiadać w dniu wyborów miejsce stałego zamieszkania na terenie okręgu wyborczego, w którym kandydują.
Siedzibą Izby Reprezentantów jest Kapitol Stanowy Florydy w Tallahassee.

## Kierownictwo
stan na 22 listopada 2016
- Spiker: Richard Corcoran (R)
- Spiker pro tempore: Jeanette Núñez (R)
- Lider większości: Ray Rodrigues (R)
- Lider mniejszości: Janet Cruz (D)